# Distretto di Çay
Il distretto di Çay (in turco Çay ilçesi) è uno dei distretti della provincia di Afyonkarahisar, in Turchia.